# Bernardino de Sahagún
Bernardino de Sahagún (al secolo Bernardino de Rivera, Ribera o Ribeira) (Sahagún, 1499 – Città del Messico, 5 febbraio 1590) è stato un missionario, grammatico e antropologo spagnolo, che svolse la sua opera in Messico tra il popolo azteco (nāhua).

## Biografia
Studiò all'Università di Salamanca ed entrò nell'ordine francescano probabilmente nel 1527. Nel 1529 s'imbarcò per la Nuova Spagna. Trascorse i primi anni nel convento di Tlamanalco. Dal 1536 insegnò grammatica latina nel Colegio de la Santa Cruz di Tlatelolco, dove i frati francescani insegnavano ai figli dell'antica nobiltà messicana. Nel periodo compreso tra il 1540 ed il 1545 svolse inoltre alcuni ruoli ecclesiastici a Puebla e nella Regione dei Vulcani. Nel 1558 venne inviato a Tepepolco dove rimase per due anni, prima di tornare a Tlatelolco. Nel 1585 si trasferì nel Convento di San Francesco in Messico dove morì nel 1590 all'età di novant'anni. Bernardino de Sahagún, a differenza di molti missionari del periodo, studiò la cultura nāhua e la lingua nāhuatl compilando anche un lavoro (non in parallelo) in Spagnolo e in nāhuatl. Miguel León-Portilla ha rivendicato per Sahagún il titolo di "primo antropologo", perché il suo metodo di lavoro era insolitamente avanzato per i tempi.
Fin dal 1547 egli iniziò a raccogliere gli huēhuehtlahtōlli ("detti degli antichi"), un insieme di modi di dire che costituivano una sorta di filosofia morale degli Aztechi. Dal 1550 iniziò anche a registrare i racconti indigeni della conquista. Nel 1558 iniziò a lavorare alla sua opera più corposa, uno studio sulla religione azteca che col tempo diventerà un'enciclopedia in dodici volumi del sapere azteco, in cui confluiranno anche i suoi studi precedenti. Egli classificò tre gruppi di nāhuatl accademico ("tlatimine") provenienti da differenti città. Fece domande, confrontò le risposte dei tre gruppi indipendenti e chiese numerosi chiarimenti riguardo alle varie differenze. Tutto questo fu fatto in nāhuatl.
Il lavoro di Sahagún è conosciuto grazie a un manoscritto chiamato Codice fiorentino. Dopo una richiesta delle autorità spagnole ne scrisse una versione in castigliano, la Historia general de las cosas de Nueva España. Per le sue critiche al disordine sociale introdotto dalla conquista spagnola nella Nuova Spagna, nel 1577 Filippo II promulgò un'ordinanza regia in cui vietò a chiunque di prenderne conoscenza e di contribuire alla sua diffusione. L'opera sarà pubblicata soltanto nel XIX secolo. Fortunatamente il frate ne conservò una copia, visto che l'originale è andato perduto.
 
La copia più antica appartiene ai Codici Matritensi. che sono conservati presso la Biblioteca del Palazzo Reale e la Real Academia de la Historia, entrambe situate a Madrid.
Solo recentemente la parte in nāhuatl è stata completamente tradotta.
A Sahagún è stato a lungo attribuito anche il manoscritto religioso cristiano in lingua nahuatl Exercicio quotidiano, composto da meditazioni giornaliere con passaggi in latino presi dal Nuovo Testamento. Oggi si tende a escludere tale ipotesi dato che all'epoca egli aveva sviluppato già un tremore che gli rendeva impossibile scrivere.